# Discophora fruhstorferi
Discophora fruhstorferi är en fjärilsart som beskrevs av Hans Ferdinand Emil Julius Stichel 1901. Discophora fruhstorferi ingår i släktet Discophora och familjen praktfjärilar. Inga underarter finns listade i Catalogue of Life.